# Поркшеян, Овагим Христофорович
Овагим Христофорович Поркшеян (19 октября 1910, Нахичевань-на-Дону, область Войска Донского — 25 января 1995) — советский и российский патологоанатом, учёный в области судебной медицины, доктор медицинских наук, профессор, заслуженный деятель науки РСФСР.

## Биография
Родился 19 октября 1910 года в городе Нор-Нахичеван (ныне — Пролетарский район Ростова-на-Дону) в семье адвоката. В 1928 году окончил среднюю школу, после чего по 1931 год работал на заводе «Сельхозмашинстрой» электромонтёром. В 1931 году поступил на лечебно-профилактический факультет Ростовского медицинского института.
В 1936 г. окончил институт, в 1937 г. — интернатуру на кафедре судебной медицины того же института у профессора А. И. Шибкова. В 1937—1939 годы работал в г. Шахты городским и межрайонным судебно-медицинским экспертом, вторым прозектором городской больницы.
С мая 1939 года служил в частях Красной Армии Северо-Кавказского военного округа. С мая 1940 года — судебно-медицинский эксперт и патологоанатом в войсках Дальневосточной Армии. В это же время участвовал в экспедиции по изучению клиники и патологической анатомии заболеваний, встречающихся на Дальнем востоке. С началом Великой Отечественной войны занимал руководящие должности по судебно-медицинской экспертизе в масштабах армии.
После войны назначен главным судебно-медицинским экспертом Кубанского военного округа, с мая 1946 года — главным судебно-медицинским экспертом Южной группы советских оккупационных войск, размещавшихся в Венгрии и Румынии. С января 1947 года по декабрь 1947 года служил в Министерстве Вооружённых Сил СССР в должности помощника главного судебно-медицинского эксперта Вооружённых сил СССР. В декабре 1947 года переведён на должность главного судебно-медицинского эксперта Черноморского флота. 18 марта 1948 года демобилизован из армии.
С 22 марта 1948 по 1959 г. заведовал кафедрой судебной медицины Челябинского медицинского института. В июне 1948 года на базе Свердловского медицинского института защитил кандидатскую диссертацию на тему «К вопросу о самопроизвольных разрывах почек при так называемом геморрагическом нефрозонефрите».
В 1954 году защитил докторскую диссертацию на тему «Железнодорожные повреждения в судебно-медицинском отношении».
Подготовил трёх кандидатов наук (Р. М. Долгова, И. З. Дынкина, Наталия Ивановна Поркшеян, его жена).
В 1950 г. организовал и до 1959 г. возглавлял научное общество судебных медиков Челябинска; участвовал во Всесоюзных научно-практических конференциях судебных медиков и криминалистов.
10 апреля 1959 года избран заведующим кафедрой судебной медицины Ленинградского ГИДУВа, где работал по 1988 г. (заведующий, затем профессор кафедры). Организовал подготовку судебно-медицинских экспертов по судебно-медицинской гистологии, по физическим и фотографическим методам исследования, экспертизе транспортной травмы. При кафедре судебной медицины был открыт курс по судебно-медицинской экспертизе вещественных доказательств.
Избирался членом правления Всесоюзного научного общества судебных медиков (1961—1976), заместителем председателя правления (1968—1976), членом правления и членом президиума Всероссийского научного общества судебных медиков (1974—1981), председателем правления Ленинградского отделения (1968—1981). Являлся членом редакционного совета журнала «Судебно-медицинская экспертиза», редактором отдела «Судебная медицина БМЭ», многие годы был членом советов по защите диссертаций медицинской академии, университета Санкт-Петербурга.

## Награды и звания
- орден Отечественной войны 2 степени
- орден Красной Звезды (1945)
- орден Отечественной войны
- медали: За Победу над Германией, За взятие Берлина, За освобождение Праги
- нагрудный знак «Отличнику здравоохранения» СССР
- Заслуженный деятель науки РСФСР (1974)